# アリゾナ州立大学

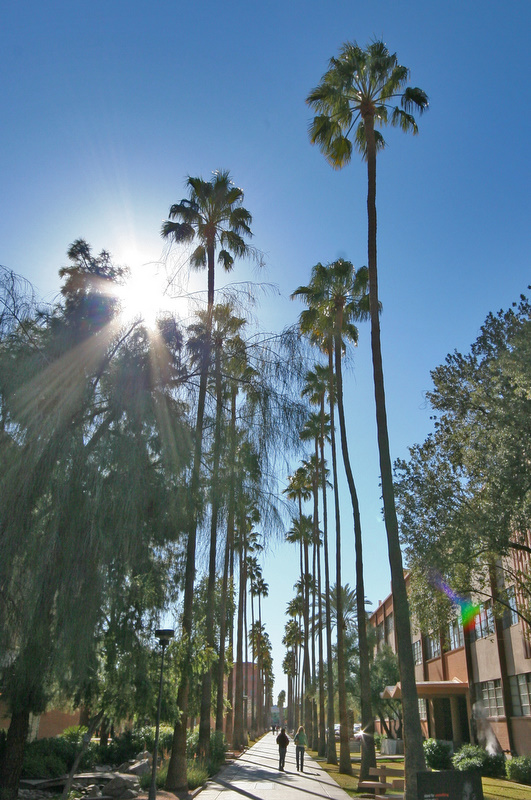
ASU Walkway

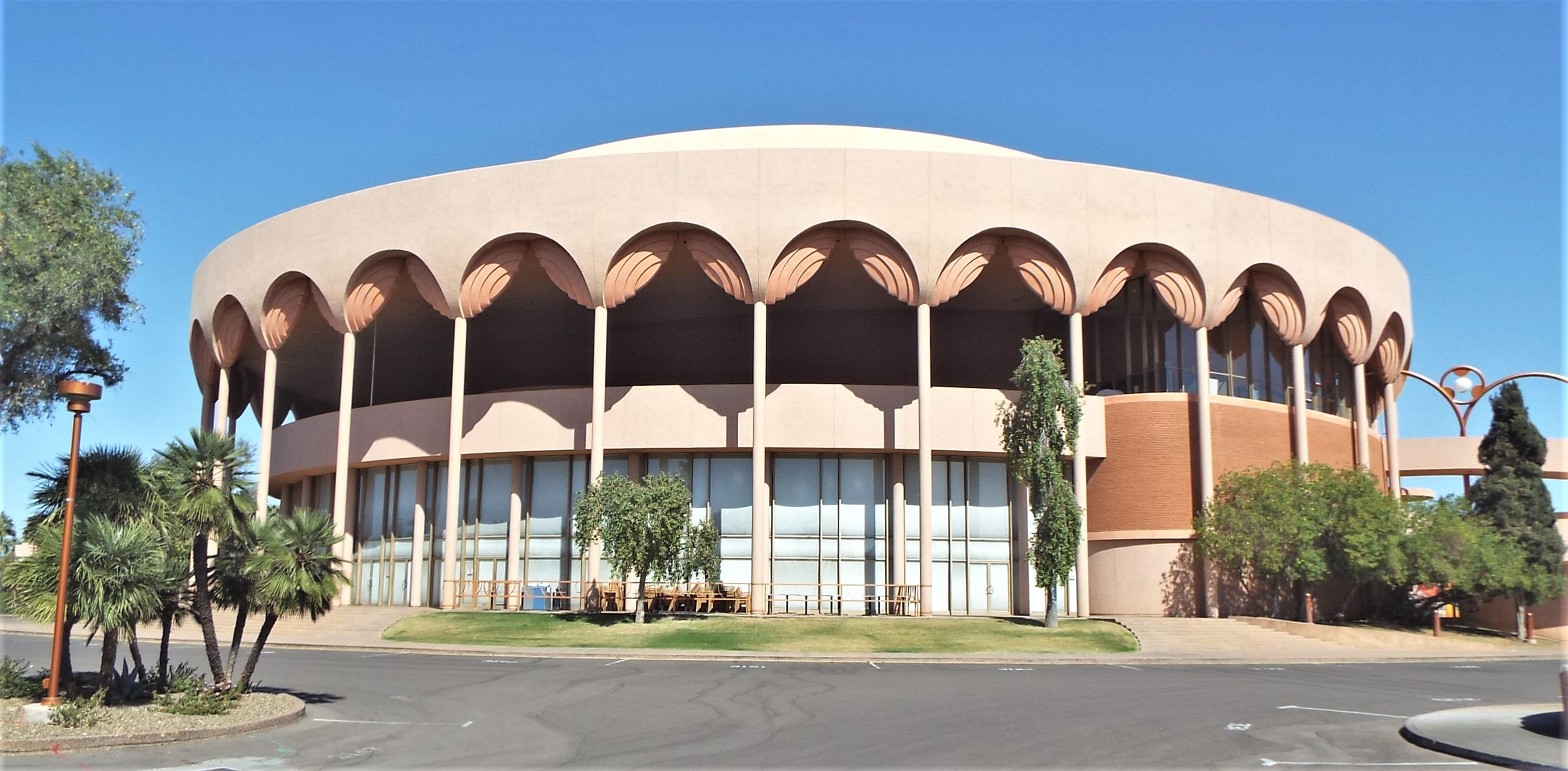
Tempe-Grady Gammage Memorial Auditorium

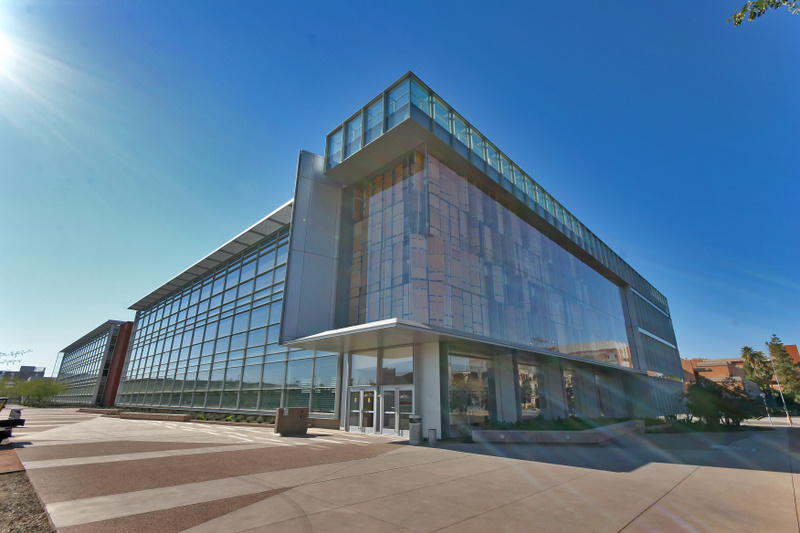
Biodesign Building

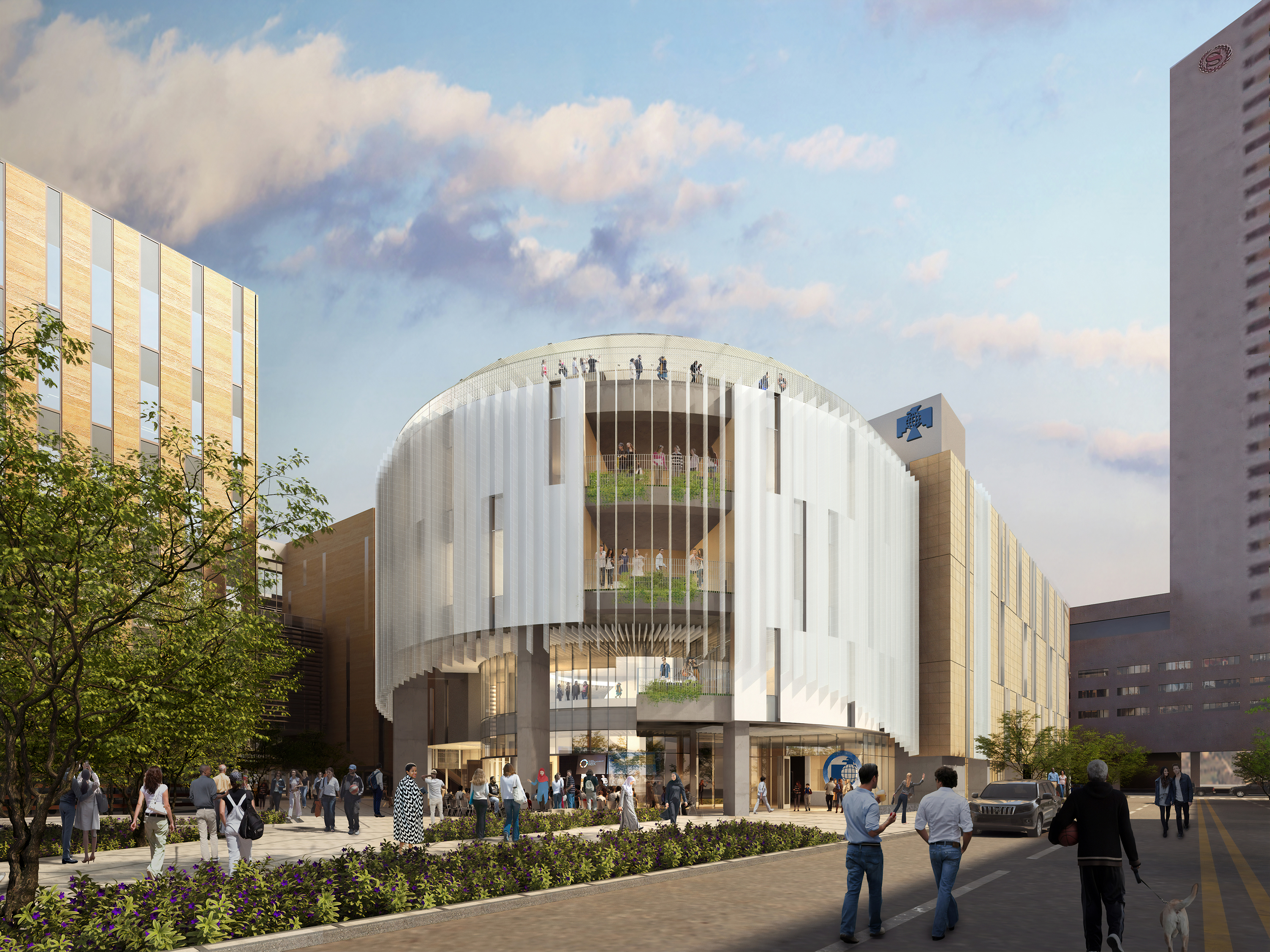
サンダーバード国際経営大学院(Thunderbird)

アリゾナ州立大学（アリゾナしゅうりつだいがく、英語: Arizona State University, 略称：ASU）はアメリカ合衆国アリゾナ州フェニックス都市圏内、テンピ市に本部がある。6つのキャンパスに、5万人以上の学生が在籍し、米国有数の規模を有する。パブリック・アイビーの一つとされるアリゾナ大学と並び同州を代表する総合大学であると同時に、アメリカを代表する州立大学の一つである。また、アメリカ西部の主要名門大学12校で構成されるパシフィック12カンファレンスのメンバーでもある。2014年には国際経営学の名門「サンダーバード国際経営大学院」を統合する。2015年〜2021年、6年連続で全米で一番革新的である総合大学に選ばれた。

## 概要
英国Times Higher Educationによる、世界大学ランキング2018では、世界第126位にランクキングされた（同ランキングによる比較対象：東京大学46位、京都大学74位、東北大学201-250位、東工大250-300位）。
また、ASU の多くの部門は2005年のUS News and World Reportによって50位以内にランキングされた。工学部の以下の大学院部門はそれぞれのランキングにリストされた。
電子工学：29位
航空宇宙学/ 航空工学：25位
生物医学/生物工学：20位
化学工学：50位
土木工学：41位
計算機工学：34位
経営工学：15位
機械工学: 37位
2017年のランキングでは、サプライチェーンが5位、マネージメントが12位、そして大学生のエンジニアリングのプログラムが37位。
カレッジスポーツとしては野球が非常に盛んであり、全米屈指の強豪チームとして知られている。ドラフト会議では毎年のように上位指名者を輩出し、全体1位指名を受けた選手は全米最多となる4人。

## 日本校
2020年8月、広島県の広島大学がアリゾナ州立大学サンダーバードグローバル経営大学院の日本校を広島大学東広島キャンパス内に広島大学グローバル校（グローバル・イニシアティブ）を設置することを発表された。

## 有名な卒業生及び元学生
- スティーブ・アレン - 作家、コメディアン、音楽家
- コリン・カーティス - MLB選手
- バリー・ボンズ - MLB選手
- アーロン・シンプソン - 総合格闘家
- CB・ダラウェイ - 総合格闘家
- ライアン・ベイダー - 総合格闘家
- フランキー・サエンズ - 総合格闘家
- ケイン・ヴェラスケス - 総合格闘家
- ジョン・モラガ - 総合格闘家
- ダン・スバーン - プロレスラー、総合格闘家
- アマンダ・ブラウン - 作家、映画キューティ・ブロンドの原作者
- ヘンリー・カー - 1964年東京オリンピックにおいて2つのゴールドメダリスト
- コール・カルフーン - MLB・アリゾナ・ダイヤモンドバックス所属の外野手
- ポール・ケーシー - プロゴルファー
- テンプル・グランディン - コロラド州立大学准教授。社会的に成功した自閉症者としても著名
- レジー・ジャクソン - 元 MLB選手、アメリカ野球殿堂入り選手
- ポール・ロデューカ - MLB選手
- ダスティン・ペドロイア - MLB選手
- ビリー・メイフェアー - プロゴルファー
- アル・マイケルズ - スポーツキャスター
- フィル・ミケルソン - プロゴルファー
- ケン・フェルプス - 野球解説者, 元 MLB選手
- ジェイク・プラマー - NFL選手
- バイロン・スコット - ロサンゼルス・レイカーズの元ヘッドコーチ、元 NBA選手
- ジェームズ・ハーデン - NBA選手
- ルゲンツ・ドルト - NBA選手
- ケイト・スペード - ファッションデザイナー
- Paul Spudis - 地質学者及び月科学者
- テレル・サッグス - NFL選手
- パット・ティルマン - アフガニスタンで亡くなった元NFL選手
- アンドリュー・ウォルター - NFL選手
- ダニー・ホワイト - 元NFL選手及び アリーナフットボールリーグ コーチ
- 中村千秋 - 早稲田大学スポーツ科学部教員
- プリヤ・ラーイ - インド系アメリカ人のポルノ女優
- デニス・サファテ - 福岡ソフトバンクホークス所属の元NPB選手
- ダラス・エスコベド - 豊田自動織機シャイニングベガ所属のソフトボール選手
- 本田直之 - レバレッジコンサルティング代表取締役社長
- 坂間英気 - 株式会社 Blue Planet-works 法務部長
- ジョンラーム
- 梶川正男（英語版）（ビル・カジカワ）
- ハラタカシ - 現代美術家

## 著名な教授
- Phil Christensen
- George Poste
- エドワード・プレスコット - W.P.ケアイ商業学部教授；2004年度ノーベル経済学賞受賞者
- Stephen J. Pyne - 教授、School of Life Sciences